# Hans Blix
Hans Blix (Uppsala, 28. lipnja 1928.) - švedski diplomat i političar, ekspert za nuklearnu energiju. Bio je ministar vanjskih poslova Švedske 1978. – 1979.
Blix je bio predsjednik Međunarodne agencije za atomsku energiju Ujedinjenih naroda od siječnja 2000. do lipnja 2003., kada ga je zamijenio Dimitris Perrikos. Godine 2002., Agencija je počela potragu za oružjem za masovno uništenje u Iraku. Godine 2003., kao vođa inspektora otišao je u Irak. Blix je jedini imao petlje da ustvrdi kako u Iraku ne postoji oružje za masovno uništenje. Bez njegova blagoslova UN nije mogao dobiti legitimitet za akciju. Usprkos tome SAD je napao Irak, a Hans Blix je smijenjen.
Blix je prethodno bio generalni direktor Međunarodne agencije za atomsku energiju 1981. – 1997. Kao čelnik IAEA-e u 80.-im izvršio je očevid iračkih nuklearnih reaktora prije nego što su bili uništeni od strane izraelskog ratnog zrakoplovstva. Agencija pod njegovom upravom nije pronašla program nuklearnog naoružanja u Iraku. Kao prvi znanstvenik sa Zapada boravio je u Černobilu mjesec dana nakon tragedije u nuklearnoj elektrani.
Dobio je nagradu "Olof Palme" 2003. godine.
Godine 2010., postao je predsjednik Međunarodnog savjetodavnog odbora, koji je savjetovao vlasti Ujedinjenih Arapskih Emirata oko programa nuklearne energije.